# Adrian Aliaj
 (juin 2012).
Si vous disposez d'ouvrages ou d'articles de référence ou si vous connaissez des sites web de qualité traitant du thème abordé ici, merci de compléter l'article en donnant les références utiles à sa vérifiabilité et en les liant à la section « Notes et références ».
Adrian Aliaj, né le 24 septembre 1976 à Vlorë, est un  footballeur international albanais naturalisé belge en 2003. Il est maintenant agent de joueurs à Zagreb avec son épouse. Il suit d'ailleurs les performances du Standard de Liège.
Premier contrat professionnel a été signé à l'âge de 16 ans avec le FC Partizan Tirana, dès qu'il s'agit de la Croatie, où il rejoint les juniors Hajduk.
Après qu'il a joué dans les clubs dans plusieurs pays européens: Belgique, Allemagne, France…
Il était un joueur de succès pour l'équipe nationale albanaise, pour lequel il a joué dans 30 matchs officiels et a marqué 8 buts.
Il possède également la nationalité belge.

## Palmarès
- Champion d'Albanie en 1993 avec Partizani.

## Sélections
- 2002-2006 :  Albanie (29 sélections, 8 buts)